# Leacuri

## Leacuri
Când Silas Heap desigilează o cameră uitată din Palat, eliberează fantoma unei regine care a trăit cu cinci sute de ani în urmă. Regina Ethelcrunta este la fel de îngrozitoare moartă cum a fost și în viață, și tot pusă pe rele. Dar pentru planul ei diabolic de a-și asigura viața veșnică are nevoie de supunerea Jennei, de dispariția lui Septimus și de talentele fiului său, Marcellus Pye, faimos Alkimist și Tămăduitor. Iar dacă planul reginei Ethelcrunta îi implică pe Jenna și Septimus, atunci cu siguranță îi va include și pe Nicko, Alther Mella, Marcia Overstrand, Cărăbuș, Stanley, Sarah, Silas, Scuipăfoc, Mătușa Zelda și toate celelalte personaje ciudate și minunate care au făcut din MAGIE și ZBORUL niște cărți de neuitat.
Cu o acțiune palpitantă și un strop de umor, Angie Sage continuă în LEACURI călătoria fantastică a lui Septimus Heap.

## Continuare
Continuarea seriei: Căutarea - vol. 4 din seria Septimus Heap
Imagine: [www.http://www.septimusheap.as.ro/imagini/leacuri.jpg]